# Синдбад (фильм)
«Синдбад» (венг. Szindbád) — венгерский фильм 1971 года режиссёра Золтана Хусарика. Сценарий построен на рассказе Дьюлы Круди. Премьера картины состоялась 25 ноября 1971 года в Венгрии.

## Сюжет
Фильм начинается с последовательности мимолетных образов — тычинок цветка, капель масла на воде, светящихся углей, паутины, пряди светлых волос, листа, застывшего на льду, дождя, стекающего с деревянной крыши — каждый из которых связан с одним из воспоминаний Синдбада о его любовных похождениях.

## В ролях
- Золтан Латинович — Синдбад
- Ева Рутткаи — Ленке
- Маргит Дайка — Маймунка
- Анна Надь[венг.] — Фружина

## Премьерные показы
| Страна    | Дата            | Примечание   |
| --------- | --------------- | ------------ |
| Венгрия   | 25 ноября 1971  |              |
| ГДР       | 17 ноября 1972  |              |
| Швеция    | 30 июня 1973    | телепремьера |
| США       | 25 октября 1974 |              |
| Финляндия | 8 ноября 1974   |              |

## Отзывы
Фильм получил положительные отзывы кинокритиков. В 2000 году фильм был включён в т. н. «Будапештскую дюжину» лучших фильмов венгерской кинематографии.

## Награды и номинации
- 1972 — премия международного кинофестиваля Мангейм — Гейдельберг «Josef von Sternberg Award» (Золтан Хусарик).